# Azadirachta excelsa
Azadiráchta excélsa  (лат.) — вид двудольных цветковых растений, включённый в род Азадирахта (Azadirachta) семейства Мелиевые (Meliaceae).

## Ботаническое описание
Азадирахта — дерево, достигающее 50 м в высоту со стволом до 1,2 м в диаметре. Кора гладкая, у больших деревьев растрескивающаяся, розовато-серого цвета. Крона округлая. Листья опадают обычно на три месяца, до 90 см длиной, непарноперистые, на черешке до 8 см длиной.
Цветки ароматные, собранные в метёлковидные соцветия. Чашечка светло-зелёная, пятидольчатая. Венчик также пятидольчатый, светло-кремового цвета. Лепестки раздельные, продолговато-лопатковидной формы, до 6,5 мм длиной. Завязь с тремя гнёздами, в каждой по два семязачатка. Тычинки в количестве 8—10, сросшиеся в цилиндрическую тычиночную трубку, гладкую снаружи и опушённую внутри. Пыльники гладкие.
Плод — зелёная эллиптическая костянка, при созревании желтеющая, с молочно-белым соком, содержащая от одного до двух семян. Семя яйцевидное, заострённое, при повреждении с чесночным запахом.

## Ареал
Azadirachta excelsa произрастает на Суматре, Сулавеси, Борнео, Новой Гвинее, на Филиппинах и Молуккских островах, на полуострове Малакка, также известна из Вьетнама.

## Хозяйственное значение
Древесина азадирахты используется для строительства жилищ. Молодые побеги пригодны для употребления в пищу. Семена азадирахты содержат азадирахтин и маррангин, возможно их использование в качестве инсектицида.

## Таксономия
Azadirachta excelsa была впервые описана Уильямом Джеком в 1820 году. До 1936 года название Джека практически не употреблялось, а вид обычно не выделялся из A. indica.
|  |                                      |  |                                                         |                                                         |                    |  | ещё 8 семейств (согласно Системе APG III) | ещё 8 семейств (согласно Системе APG III) |                         |  |  |  | вид Азадирахта индийская |
|  |                                      |  |                                                         |                                                         |                    |  | ещё 8 семейств (согласно Системе APG III) | ещё 8 семейств (согласно Системе APG III) |                         |  |  |  | вид Азадирахта индийская |
|  |                                      |  |                                                         | порядок Сапиндоцветные                                  |                    |  |                                           |                                           | род Азадирахта          |  |  |  |                          |
|  |                                      |  |                                                         | порядок Сапиндоцветные                                  |                    |  |                                           |                                           | род Азадирахта          |  |  |  |                          |
|  | отдел Цветковые, или Покрытосеменные |  |                                                         |                                                         | семейство Мелиевые |  |                                           |                                           | вид Azadirachta excelsa |  |  |  |                          |
|  | отдел Цветковые, или Покрытосеменные |  |                                                         |                                                         | семейство Мелиевые |  |                                           |                                           |                         |  |  |  |                          |
|  |                                      |  | ещё 58 порядков цветковых растений (по Системе APG III) | ещё 58 порядков цветковых растений (по Системе APG III) |                    |  |                                           | ещё 45 родов                              | ещё 45 родов            |  |  |  |                          |
|  |                                      |  |                                                         | ещё 58 порядков цветковых растений (по Системе APG III) |                    |  |                                           |                                           | ещё 45 родов            |  |  |  |                          |

### Синонимы
- Azadirachta integrifoliola Merr., 1909
- Azedarach excelsa (Jack) Kuntze, 1891
- Melia excelsa Jack, 1820basionym
- Trichilia excelsa (Jack) Spreng., 1827